# ローム (ニューヨーク州)
ローム（英: Rome）は、アメリカ合衆国ニューヨーク州の中央部北寄り、オナイダ郡にある都市である。アップステート・ニューヨークと呼ばれる地域にある。2010年国勢調査での人口は33,725 人だった。作家ジェイムズ・フェニモア・クーパーの『レザーストッキング物語』で有名になった「レザーストッキングの国」にあるユーティカ・ローム大都市圏の主要都市の1つである。アメリカ合衆国下院議員ニューヨーク州第22選挙区に属している。
ローム市は18世紀と19世紀に北アメリカの大西洋海岸と五大湖を繋いだ重要なな水路が通った場所にある。当初の開拓地はこの水路を守るために1750年代に建設された砦、特にイギリスのスタンウィックス砦（1763年建設）と関連していた。市となる発展は1796年に水路に沿ったローム運河の建設で始まり、同年、オナイダ郡の一部としてロームの町が正式に創設された。この運河に隣接する小さな町は、当初の土地所有者にちなみ、暫くの間非公式にリンチビルと呼ばれていた。1870年2月23日、ニューヨーク州議会がロームの町を正式に市に転換した。ローム市民は町のことを「アメリカ史の都市」と呼んできた。

## 歴史

### オナイダ・キャリーイング・プレース
ロームは五大湖とカナダからモホーク川とハドソン川を経由して大西洋に至るインディアンの交易ルートに沿って設立された。このルートは「オナイダ・キャリーイング・プレース」、あるいは、シックスネーションズ（イロコイ族、ハウデノソーニー）の言語で「大きな運ぶ場所」を意味する「デオ・ウェイン・スタ」と呼ばれていた。このような名前は東のモホーク川と西のウッド・クリークの間にある陸路を言っており、それはオンタリオ湖に通じていた。それはオンタリオ湖からハドソン川下流まで1,000マイル (1,600 km) 以上ある交易の水路の中で唯一の陸路を通る短い区間であり、現在のオナイダの市域内にある。ハドソン川からモホーク川を遡って来た旅人や交易業者は、季節によって1.7マイル (2.7 km) ないし6マイル (9.6 km) の陸路を、荷物と船を運び、西のオンタリオ湖への行程を続ける必要があった。
七年戦争の北アメリカ前線となったフレンチ・インディアン戦争の時、この地域では多くの戦闘があった。イギリスの植民地人はオナイダ・キャリーイング・プレースを守るため、さらに魅力ある毛皮交易をカナダからのフランス人の侵害からまもるために、幾つか小さな砦を建設した。しかし1756年のブル砦の戦いでは、フランス軍正規兵、カナダ人および同盟インディアンの混成軍がイギリス軍を圧倒し、虐殺した。1758年後半、イギリスは地域の守りを強化しようと何度か試みむなしく終わった後で、大部隊を送ってオナイダ・キャリーを確保し、防壁を築いてスタンウィックス砦と名付けた。
イギリスはこの戦争でフランスを破った後で、ミシシッピ川以東の領土を奪った。1768年のスタンウィックス砦条約を締結して、イロコイ族に対してこの地域を保護しようとした。「イギリス人とインディアンの関係史で最悪クラスの条約」とも言われてきた.。また「アパラチア山脈の西に秩序を創り出すためのイギリスによる最後の捨て身の努力」とも言われた。戦後イギリスは砦を放棄し、砦は朽ちて最終的に崩壊し、その部品を開拓者達が使った。1776年、大陸軍がアメリカ独立戦争の戦略的な目的で砦の再建を決めた。独立戦争後に再度放棄され、壊された。今日では草や藪に覆われた土の塚が残っているだけである。

### アメリカ独立戦争とスタンウィックス砦

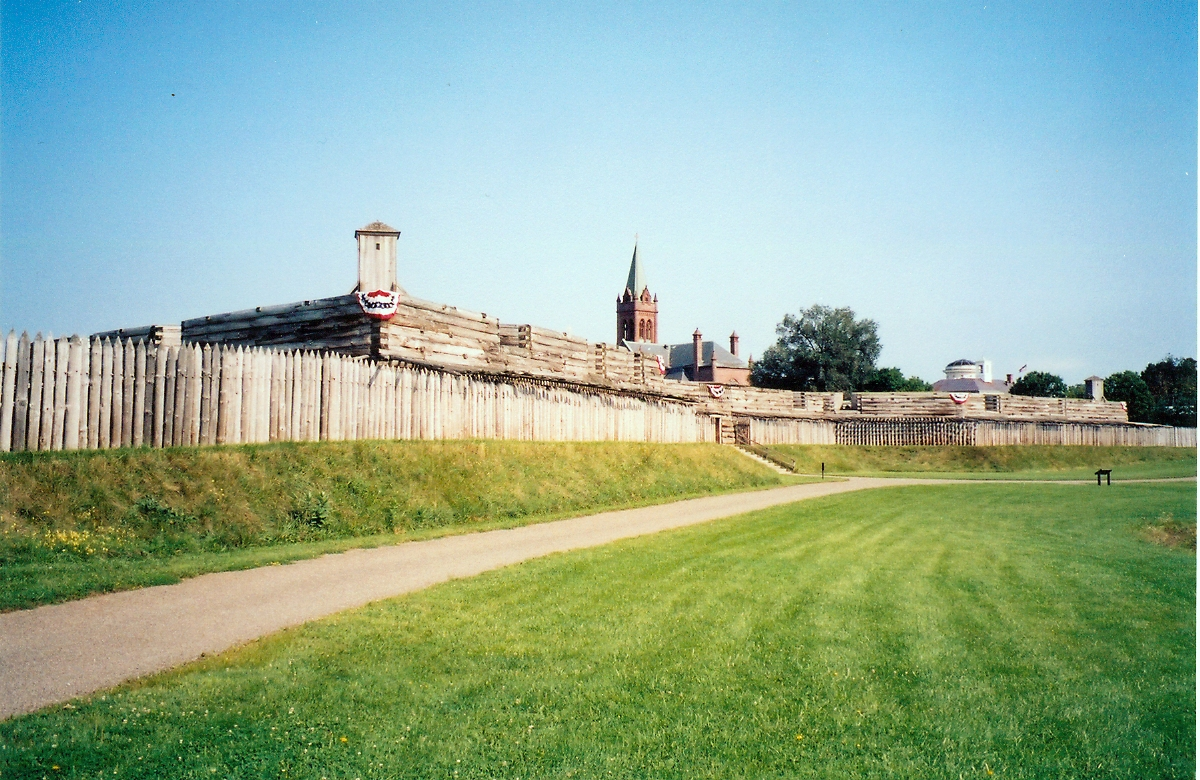
1976年に再建されたスタンウィックス砦（1758年と1776年の構造に基づく）

アメリカ独立戦争が勃発した時、大陸軍がスタンウィックス砦を再占領し、再建、改良した。この設備が1777年のサラトガ方面作戦で重要な役割を果たし、「降伏しない砦」として有名になった。ピーター・ガンスボート大佐の指揮下に、パトリオットの民兵、正規兵および同盟オナイダ族インディアンが1777年8月にイギリス軍による長い包囲戦を跳ね返した。イギリス軍はバリー・セントリージャー将軍が指揮するイギリス兵、ドイツ兵、ロイヤリスト、カナダ兵および幾つかのインディアン部族出身の戦士で構成されていた。イギリス軍はこの包囲戦に失敗したことに加え、その近くのオリスカニーで起きた戦闘、ベニントン、サラトガと続いて、北部植民地を奪取しようとしたイギリス軍の協働作戦が潰えた。アメリカ側の成功によりフランスやオランダとの同盟が成立した。
イギリス軍は、アメリカ北部のフロンティアとモホーク川バレー全体で起こった流血の戦闘であるスタンウィックス砦で撃退された後、アメリカ人開拓者に対して大きな敗北となったが、特にシックスネーションズの損失が大きかった。オナイダ族の多くがイギリス軍と同盟したモホーク族やセネカ族など4部族と戦ったので、イロコイ連邦は内戦状態となった。
スタンウィックス砦は、アメリカ側からイギリスのロイヤリスト部隊およびその同盟ハウデノソーニー族に対する攻撃の出発点となった。特に1779年のサリバン遠征はイギリスと同盟したイロコイ族の集落に対する見境のない焦土作戦となった。モホーク族の酋長ジョセフ・ブラントやジョン・バトラーが率いたロイヤリスト非正規兵によるチェリーバレー虐殺のような、フロンティアへの攻撃と残虐行為に対して、ジョージ・ワシントンが報復行動を命じたものだった。サリバン遠征では50近いイロコイ族の村と保管食糧を破壊し、その後の冬にインディアンを飢えさせることになった。イロコイ族の多くが逃げ場を求めてカナダに行った。砦は1781年に最終的に放棄された。
1830年、ローム市はスタンウィックス砦の廃墟の上に発展した。1935年スタンウィックス砦法は、スタンウィックス砦を国定記念碑に指定するものだった。1973年、18世紀の建設と駐屯に関わる歴史的史料に基づき、スタンウィックス砦の再建が始まり、1976年に完工した。2005年7月2日、マリナス・ウィレット・センターが歴史的な場所に開館した。視聴覚プログラムを通じて観光客を案内し、博物館の収集品の保管場所を確保した。

### 商業の成長:  エリー運河
オナイダ・キャリーと、フロンティアを通る東西方向の交易ルートは、エリー運河の建設で確固たるものになった。1817年7月4日、ロームでエリー運河の建設が始まった。エリー運河はロームで420フィート (128 m) と最高地点になっている。

### 製造業の遺産:  銅の都市
「リビア銅製品会社」がアメリカ合衆国では最古クラスの製造業の会社である。リビア銅製品会社は1928年から1929年の間にロームで結成された。これはマサチューセッツ州カントンにあったリビア銅会社の1つであった幾つかの会社が一連の合併を行った結果としてできたものである。リビア銅製品会社の初代社長のジョージ・H・アレンは、この合併にも含まれた元ミシガン銅と青銅会社の社長だった。リビア銅製品会社の初期の歴史は、アイザック・F・マーコッソンによる『銅の遺産: リビア銅と青銅会社の話』に詳しい。一時期、アメリカ合衆国で使われる銅製品の10%はロームで製造されていた。
ジェシー・ウィリアムズが1851年にアメリカで最初のチーズ工場をロームで設立した。ウィリアムズは大規模なチーズ製造のために今日でも使われている工程を開発した。
ロームは1870年に市として法人化された。

### 冷戦と技術の役割
1951年から1991年まで、ローム・エアー開発センターがグリフィス空軍基地に置かれていた。1991年、ローム・エアー開発センターはローム研究所に再指定された。1993年に基地再編閉鎖計画の一部としてグリフィス空軍基地が閉鎖されるまでは活動していた。1997年、ローム研究所が空軍研究実験所の一部となり、ローム研究サイトと改名された。この研究所は無線通信の分野で空軍の大きな技術的成果を挙げてきた。
グリフィス空軍基地は敷地が3,552エーカー (14.2 km2) ある。
東部防空区域も元のグリフィス空軍基地があった場所にある。
全国的に認められたロックの祭りであるウッドストック 1999はロームで開催された。このときに元のグリフィス空軍基地の敷地が使われた。7月23日から25日の週末に3日間の祭が開かれ、約20万人の観衆を集めた。ケーブル・ネットワークのMTVがコンサートの模様をカバーし、ペイテレビで週末のライブ映像が流された。この祭りではメタリカ、キッド・ロック、DMX、レッド・ホット・チリ・ペッパーズ、ワイクリフ・ジーン、ジョージ・クリントン、ジャミロクワイ、ジェームス・ブラウン、シェリル・クロウ、レイジ・アゲインスト・ザ・マシーンなどが登場した。祭の最後は混乱と破壊となった。群衆の中で焚き火が焚かれ、警官が突入した喧嘩が起こり、略奪も発生した。
2005年7月、ニューヨーク市の開発業者パーク・ドライブ・エステイツが、元はグリフィス空軍基地の士官などの住宅だったウッドヘイブン・ハウジングを買収した。現在はリゾートスタイルの成人社会への再開発が進行中である。

## 地理
ロームはニューヨーク数の都市で、面積では2番目に大きな都市であり、全米の都市の中でも第140位である。アメリカ合衆国国勢調査局に拠れば、市域全面積は75.7平方マイル (196 km2)であり、このうち陸地74.9平方マイル (194 km2)、水域は0.8平方マイル (2.1 km2)で水域率は0.99%である。
ロームでは毎年冬に120インチ (300 cm) 以上の降雪がある。これはオンタリオ湖に近く湖水効果があるため。

## 人口動態
以下は2000年の国勢調査による人口統計データである。
| 基礎データ - 人口: 34,950 人 - 世帯数: 13,653 世帯 - 家族数: 8,328 家族 - 人口密度: 180.1人/km2（466.4 人/mi2） - 住居数: 16,272 軒 - 住居密度: 83.8軒/km2（217.2 軒/mi2） 人種別人口構成 - 白人: 87.85% - アフリカン・アメリカン: 7.58% - ネイティブ・アメリカン: 0.27% - アジア人: 0.88% - 太平洋諸島系: 0.02% - その他の人種: 1.35% - 混血: 2.05% - ヒスパニック・ラテン系: 4.72% 地域の他の町と同様イタリア系アメリカ人が多く、特に東ドミニク通りの近くにあるリトル・イタリーに集中している。 | 年齢別人口構成 - 18歳未満: 22.1% - 18-24歳: 8.5% - 25-44歳: 29.9% - 45-64歳: 22.3% - 65歳以上: 17.2% - 年齢の中央値: 38歳 - 性比（女性100人あたり男性の人口） - 総人口: 105.1 - 18歳以上: 105.0 世帯と家族（対世帯数） - 18歳未満の子供がいる: 28.1% - 結婚・同居している夫婦: 42.6% - 未婚・離婚・死別女性が世帯主: 13.9% - 非家族世帯: 39.0% - 単身世帯: 33.2% - 65歳以上の老人1人暮らし: 14.6% - 平均構成人数 - 世帯: 2.30人 - 家族: 2.93人 | 収入と家計 - 収入の中央値 - 世帯: 33,643米ドル - 家族: 42,928米ドル - 性別 - 男性: 31,635米ドル - 女性: 23,899米ドル - 人口1人あたり収入: 18,604米ドル - 貧困線以下 - 対人口: 15.0% - 対家族数: 12.0% - 18歳未満: 23.4% - 65歳以上: 7.6% |

## スポーツ
ロームで最も人気あるスポーツ会場はケネディ・アイスアリーナである。多くのアイスホッケーチームが使い、フィギュアスケートの行事もある。このアリーナの建設は1963年に始まり、1964年に完成した。2008年に改修された。
2010年11月にフェデラル・ホッケーリーグのローム・フレンジーの本拠地として、ロームはプロスポーツの拠点となった。改修されたジョン・F・ケネディ市民アリーナでホームゲームを行った。2011年6月23日、フレンジーは観客数が少ないことを理由に運営を中断し、2011年から2012年のシーズンをキャンセルし、より継続が可能な場所への移転を誓った。
1964年から1988年、ローム・ナイツ、後のかっぱーシティ・チーフスがケネディ・アリーナで土曜の夜のホームゲームを行った。チーフスはセミプロのアイスホッケー・クラブであり、カナダのオンタリオ州、ペンシルベニア州フィラデルフィア市、ニュージャージー州ニューアーク市、ニューイングランド、およびニューヨーク州の他都市のシニアや中間レベルのチームと競った。体を張った攻撃的なスタイルのプレーで知られ、選手はタフさを売った。存在した25年間で優勝を逃すことは無かった。

## 市政府
ローム市は市長・市政委員会方式の政府を採用している。市長は市全体を選挙区に選ばれ、市政委員は7つの選挙区から各1人が選出される。

## 著名な出身者
- アーキー・シアンフロッコ、メジャーリーグベースボール選手、サンディエゴ・パドレス（1993年 - 1998年）、西武ライオンズ（1999年）他
- アレックス・ヘイリー、作家、『ルーツ: アメリカの家族のサーガ』で著名[23]
- ジョン・ジャービス、19世紀初期の土木技術者、ニューヨーク市のクロトン導水路やハイ・ブリッジ、4-2-0蒸気機関車の設計者
- パット・ライリー、NBAバスケットボールチームのヘッドコーチ、マイアミ・ヒート他
- ティム・ラス、俳優『スタートレック:ヴォイジャー』に出演

## 交通

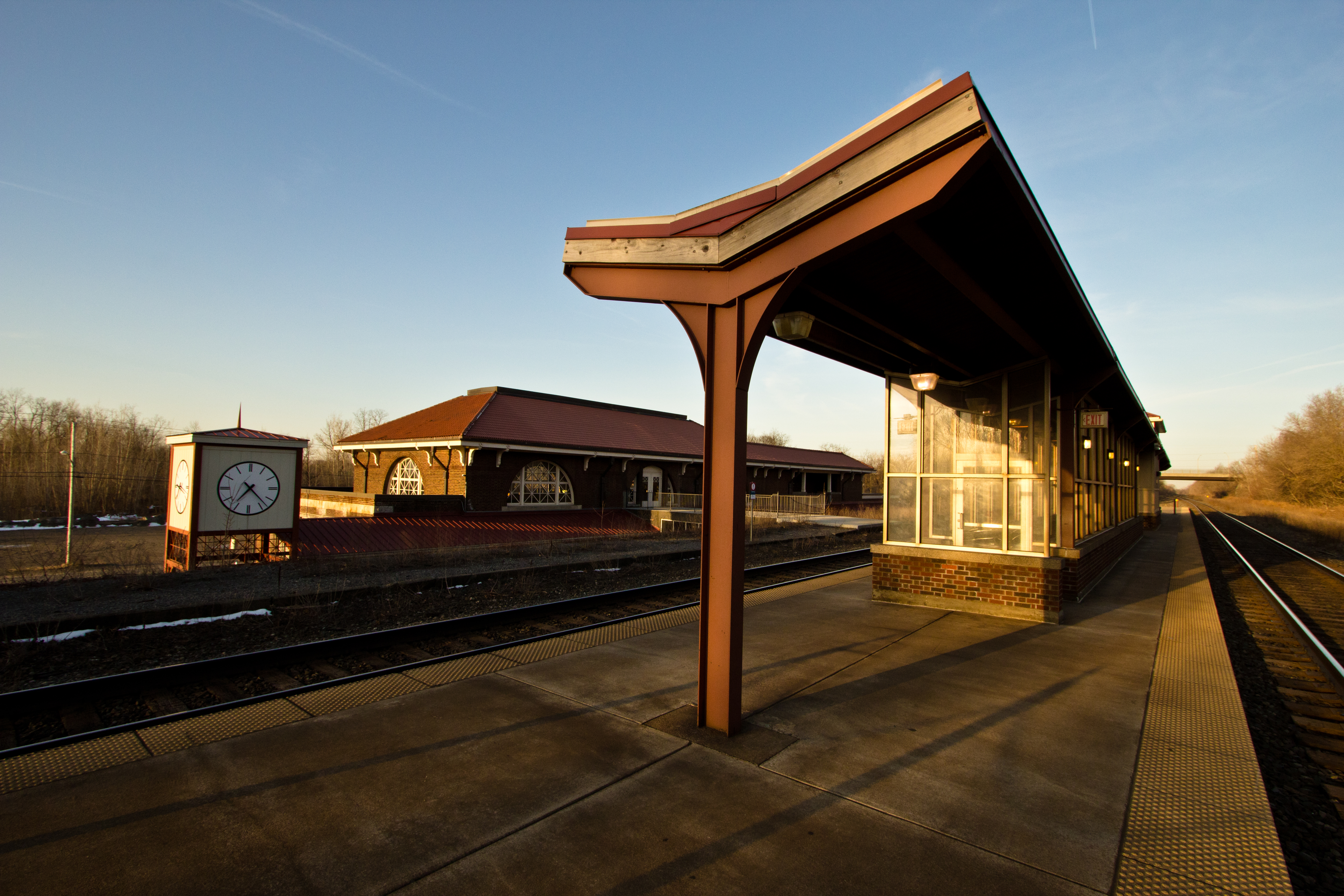
アムトラックのローム駅

### 空港
グリフィス空軍基地が1995年に閉鎖され、グリフィス国際空港に転用され、一般用途や軍用に使われている。しかし、定期商業便は利用していない。

### 鉄道
アムトラックのローム駅がマーティン・ストリート6599にある。ローム駅には下記の列車が停車する。
トロントとニューヨーク間の昼行国際列車メープルリーフ号…1日1往復停車
ニューヨーク州ナイアガラフォールズとニューヨーク間の昼行中長距離列車エンパイア・サービス…1日2往復停車（ナイアガラフォールズ (ニューヨーク州)まで運行する便がローム駅に停車）

### 自動車
ロームの道路による主要な接続は、ニューヨーク州道49号線の自動車専用道部分であるユーティカ・ローム・イクスプレスウェイである。ロームからユーティカまで14マイル (22 km) を走り、大きなクローバーリーフ型インターチェンジで、州間高速道路90号線、同790号線、ニューヨーク州道5号線、同12号線、同8号線と交差する。
ニューヨーク州中央部地域交通局が市内でバス6系統を運行しており、そのうち2系統はアムトラックの駅に行く。

## 歴史的な建物、地区
- キャピトル劇場
- ガンスボート・ベラミー歴史地区